# PFK Etar 1924
Maillots
Le Profesionalen Fudbolen Klub Etar 1924 (en bulgare : Професионален Футболен Клуб Етър 1924), plus couramment abrégé en Etar 1924, est un ancien club bulgare de football fondé en 1924 et disparu en 2013, et basé dans la ville de Veliko Tarnovo.

## Histoire
Fondé en 1924, le club est sacré champion de Bulgarie lors de la saison 1990-1991.
En 2012-2013, alors que l'équipe première participe à la première division bulgare, le club connait des difficultés financières et est finalement dissous.
Un nouveau club est fondé sous le nom d'« Etar Veliko Tarnovo », qui repart pour la saison 2013-2014 en ligue V AFG, la troisième division bulgare, en reprenant la licence du Botev Debelets avec lequel il fusionne,.

## Bilan sportif

### Palmarès
| Compétitions nationales                                                                                        | Compétitions internationales                        |
| --- | --------------------------------------------------- |
| - Championnat de Bulgarie (1) : - Champion : 1990-91. - Championnat de Bulgarie D2 (1) : - Champion : 2011-12. | - Coupe des Balkans des clubs : - Finaliste : 1993. |

### Parcours européen
| Saison    | Compétition                         | Tour         | Pays | Club                  | Score    |
| --------- | ----------------------------------- | ------------ | ---- | --------------------- | -------- |
| 1974-1975 | Coupe UEFA                          | Premier tour |      | Inter Milan           | 0-0, 0-3 |
| 1991-1992 | Coupe des clubs champions européens | Premier tour |      | 1. FC Kaiserslautern  | 0-2, 1-1 |
| 1995      | Coupe Intertoto                     | Groupe 9     |      | Ceahlaul Piatra Neamt | 0-2      |
|           |                                     | Groupe 9     |      | FC Groningue          | 0-3      |
|           |                                     | Groupe 9     |      | KSK Beveren           | 1-2      |
|           |                                     | Groupe 9     |      | Boby Brno             | 3-2      |

## Personnalités du club

### Présidents
- Petar Danchev
- Ender Dormushev

### Entraîneurs
| - Emil Dimitrov (mai 2005 - juin 2006) - Stoyan Petrov (juin 2006 - 25 juin 2007) - Velin Kefalov (25 juin 2007 - 6 octobre 2008) - Sasho Angelov (6 octobre 2008 - 23 décembre 2008) - Nikolay Arnaudov (23 décembre 2008 - 21 septembre 2010) - Velin Kefalov (21 septembre 2010 - 30 juin 2011) | - Georgi Todorov (6 juillet 2011 - 12 décembre 2011) - Tsanko Tsvetanov (30 décembre 2011 - 15 octobre 2012) - Dayat Serdar (22 octobre 2012 - 20 avril 2013) - Grigor Petkov (28 avril 2012 - 3 mai 2013) - Rumen Dankov (4 mai 2013 - 8 mai 2013) |

### Joueurs emblématiques
- Krasimir Balakov
- Trifon Ivanov
- Tsanko Tsvetanov
- Ilian Kiriakov